# 2010년 동계 올림픽 스켈레톤
2022년 동계 올림픽 스켈레톤은 2010년 동계 올림픽의 정식 종목으로 열린 스켈레톤 경기로 2010년 2월 18일부터 19일까지 캐나다 휘슬러의  휘슬러 슬라이딩 센터에서 열렸다.

## 경기 일정
모든 시간은 태평양 표준시(UTC-8) 기준이다.
| ! 일정 | 날짜                   | 시작  | 종료  | 종목 | 기타 |
| ------ | ---------------------- | ----- | ----- | ---- | ---- |
| 7일차  | 2010년 2월 18일 목요일 | 16:00 | 21:00 | 여자 | 1차  |
| 7일차  | 2010년 2월 18일 목요일 | 16:00 | 21:00 | 남자 | 1차  |
| 8일차  | 2010년 2월 19일 금요일 | 15:45 | 20:30 | 여자 | 2차  |
| 8일차  | 2010년 2월 19일 금요일 | 15:45 | 20:30 | 남자 | 2차  |

## 본선 진출 조건

### 진출 국가
| 국가           | 남자 | 여자 | 합계 |
| -------------- | ---- | ---- | ---- |
| 노르웨이       | 0    | 1    | 1    |
| 뉴질랜드       | 2    | 1    | 3    |
| 대한민국       | 1    | 0    | 1    |
| 독일           | 3    | 3    | 6    |
| 라트비아       | 2    | 0    | 2    |
| 러시아         | 2    | 2    | 4    |
| 루마니아       | 0    | 1    | 1    |
| 미국           | 3    | 2    | 5    |
| 스위스         | 1    | 1    | 2    |
| 스페인         | 1    | 0    | 1    |
| 슬로베니아     | 1    | 0    | 1    |
| 아일랜드       | 1    | 0    | 1    |
| 영국           | 2    | 2    | 4    |
| 오스트레일리아 | 1    | 2    | 3    |
| 오스트리아     | 1    | 0    | 1    |
| 이탈리아       | 1    | 1    | 2    |
| 일본           | 2    | 1    | 3    |
| 캐나다         | 3    | 3    | 6    |
| 프랑스         | 1    | 0    | 1    |
| 총: 19개국     | 28   | 20   | 48   |

### 선수/NOC별 쿼터
국제 올림픽 위원회와 국제 봅슬레이 연맹(FIBT)에 의하면 50명의 선수가 본선에 진출할 수 있다고한다. 남자 스켈레톤에 30명, 여자 스켈레톤에 20명이 출전하게 된다.

### 예선 통과 시스템
FIBT의 승인을 받은 5개 대륙(아시아, 아프리카, 아메리카(북아메리카+남아메리카), 유럽, 오세아니아)의 선수들이 자격을 얻는다. 각 대륙마다 최대 남자 2인승 한팀 혹은 남자 4인승 한팀, 그리고 여자 2인승 한 팀을 인정하게 된다. 드라이버가 이 조건을 충족시키지 못하면 그 대륙을 대표할 수 없게 된다. 각 드라이버의 최고성적으로 순위를 결정짓는데 FIBT의 인정을 받은 대회의 포인트로 랭킹을 산정한다. 이들 대회에는 월드컵과 기타 자잘한 대회가 포함된다. 이들 대회에서 받는 점수는 월드컵과 동일하다. 선수는 스위스의 생모리츠에서 2010년 1월 17일까지 진행되는 2009-10시즌중에 남자 선수는 50위 이내, 여자 선수는 40위 이내에 들어야한다. 남녀 각가 3명을 초과해서 올림픽에 출전할 수 없다. 남자 스켈레톤에서는 3개의 국가에서 3팀을, 7개의 국가에서 2팀을, 7개 이상의 국가에서 1팀을 보낼 수 있다. 여자 스켈레톤에서는 2개의 국가에서 3팀을, 4개의 국가에서 2팀을, 6개의 국가에서 1팀을 보낼 수 있다. 개최국은 스켈레톤의 모든 종목에 출전할 수 있다.

## 메달 집계

### 메달리스트
이번 올림픽에서는 2개의 세부 종목이 열렸다.
| 종목        | 금                     | 금      | 은                           | 은      | 동                               | 동      |
| ----------- | ---------------------- | ------- | ---------------------------- | ------- | -------------------------------- | ------- |
| 남자 자세히 | 존 몽고메리 · 캐나다   | 3:29.73 | 마르틴스 두쿠르스 · 라트비아 | 3:29.80 | 알렉산드르 트레티야코프 · 러시아 | 3:30.75 |
| 여자 자세히 | 에이미 윌리엄스 · 영국 | 3:35.64 | 케르스틴 심코비아크 · 독일   | 3:36.20 | 아냐 후버 · 독일                 | 3:36.36 |